# Liste der Bürgermeister der Stadt Bad Leonfelden
Liste der Bürgermeister der österreichischen Markt- bzw. Stadtgemeinde Bad Leonfelden seit 1850. Ebenfalls angeführt sind die Bürgermeister der zuvor selbstständigen Katastralgemeinden Dietrichschlag, Laimbach, Stiftung bei Leonfelden und Weigetschlag, die am 1. November 1938 nach Bad Leonfelden eingemeindet wurden.

## Grafische Darstellung der Bürgermeister
Daten von der Homepage des Landes Oberösterreich 

## Bürgermeister von Bad Leonfelden

### Gewählte Bürgermeister in der Monarchie
Bis zur Märzrevolution 1848 wurden die Bürgermeister nicht gewählt. 1848 erhielten Teile der Bevölkerung, abhängig vom Einkommen und Grundbesitz, das Wahlrecht. Große Teile der Bevölkerung, etwa Frauen, blieben vom Wahlrecht ausgeschlossen. Der erste von einem Bürgerausschuss (nach der Oktroyierten Märzverfassung vom 4. März 1849) gewählte Bürgermeister war Franz Kastner.
- 1850–1855: Franz Kastner
- 1855–1861: Josef Peither
- 1861–1863: Gottlieb Gussenbauer
- 1863–1864: Kajetan Schmidinger
- 1864–1867: Josef Scherer
- 1867–1873: Kajetan Schmidinger
- 1873–1876: Josef Scherer
- 1876–1882: Anton Rupp
- 1882–1888: Anton Jax
- 1888–1890: Josef Scherer
- 1890–1897: Franz Kastner
- 1897–1918: Karl Schmidinger
- 1918–1919: Josef Schumann

### Bürgermeister in der Ersten Republik und dem Ständestaat
- 1919–1924: Anton Kapl
- 1924–1938: Hermann Gärtner

### Bürgermeister während des Nationalsozialismus
- 1938–1940: Josef Pammer
- 1940–1945: Rudolf Schwarz

### Bürgermeister in der Zweiten Republik
- 1945: Anton Hager
- 1945–1946: Alois Hofer
- 1946–1955: Josef Hochreiter
- 1955–1979: Franz Traxler
- 1979: Oswald Kagerer
- 1979–1985 und 1986–1991: Franz Huemer
- 1991–2021: Alfred Hartl[2]
- seit 2021: Thomas Wolfesberger[3]

## Bürgermeister der ehemaligen Gemeinde Dietrichschlag
Die angeführten Bürgermeister der ehemaligen Gemeinde Dietrichschlag (1850 bis 1938) wurden je nach Rechtslage entweder von übergeordneten Behörden eingesetzt oder vom Gemeinderat gewählt:
- 1850–1861: Peter Pirngruber
- 1861–1882: Josef Stumper
- 1882–1929: Michael Birngruber
- 1929–1932: Johann Kapl
- 1932–1938: Florian Mülleder

## Bürgermeister der ehemaligen Gemeinde Laimbach
Die angeführten Bürgermeister der ehemaligen Gemeinde Laimbach (1850 bis 1938) wurden je nach Rechtslage entweder von übergeordneten Behörden eingesetzt oder vom Gemeinderat gewählt
- 1850–1855: Simon Erlinger
- 1855–1878: Georg Königstorfer
- 1878–1888: Josef Forstner
- 1888–1894: Franz Deibl
- 1894–1903: Michael Gabauer
- 1903–1906: Johann Ratzenböck
- 1906–1924: Michael Gabauer
- 1924–1938: Johann Ratzenböck

## Bürgermeister der ehemaligen Gemeinde Stiftung bei Leonfelden
Die angeführten Bürgermeister der ehemaligen Gemeinde Stiftung bei Leonfelden (1850 bis 1938) wurden je nach Rechtslage entweder von übergeordneten Behörden eingesetzt oder vom Gemeinderat gewählt:
- 1850–1855: Johann Grasböck
- 1855–1861: Mathias Schenkenfelder
- 1861–1867: Mathias Ratzenböck
- 1867–1894: Friedrich Manzenreither
- 1894–1903: Josef Hochreiter
- 1903–1924: Michael Altmüller
- 1924–1929: Leopold Mülleder
- 1929–1938: Josef Hochreiter

## Bürgermeister der ehemaligen Gemeinde Weigetschlag
Die angeführten Bürgermeister der ehemaligen Gemeinde Weigetschlag (1850 bis 1938) wurden je nach Rechtslage entweder von übergeordneten Behörden eingesetzt oder vom Gemeinderat gewählt:
- 1850–1867: Lorenz Hochreiter
- 1867–1876: Michael Hofer
- 1876–1903: Alois Wagner
- 1903–1906: Georg Gabauer
- 1906–1912: Alois Wagner
- 1912–1919: Georg Gabauer
- 1919–1924: Josef Hofer
- 1924–1929: Alois Hochreiter
- 1929–1938: Josef Hofer